# Gare de Benicarló-Peníscola
La gare de Benicarló-Peníscola est une gare ferroviaire espagnole de la Ligne 7 (Regional País Valencià) de Media Distancia Renfe dans le Pays valencien. Elle est située sur la ligne du Corridor Méditerranéen au nord-ouest de la commune de Benicarló, dans la comarque du Baix Maestrat. En plus des trains régionaux, s'y arrêtent également une grande partie des trains à Longue Distance (en catalan : Llarg Recorregut) qui traversent cette gare comme le Talgo ou Alaris.

## Situation ferroviaire
Établie à 24 mètres d'altitude, la gare de Benicarló-Peníscola est située au point kilométrique (PK) 141,5 de la ligne d'Almansa à Tarragone (voie large), dans sa section entre Valence et Tarragone.

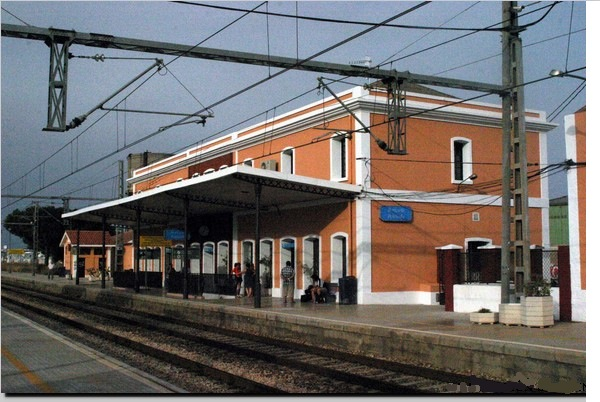
Intérieur de la gare.

## Histoire
Benicarló-Peníscola est inaugurée le 12 mars 1865, lors de l'ouverture à l'exploitation de la section Benicasim-Ulldecona de la ligne qui devait unir Valence à Tarragone. Les travaux ont été à la charge de la Sociedad de los Ferrocarriles de Almansa a Valencia y Tarragona ou AVT qui préalablement et sous d'autres noms, avait réussi à unir Valence à Almansa. En 1889, la mort de José Campo Pérez principal animateur de la compagnie déboucha sur une fusion avec Norte.
En 1941, après la nationalisation des chemins de fer en Espagne, la gare a été gérée par la RENFE nouvellement créée.
Depuis le 31 décembre 2004, Renfe Operadora exploite la ligne tandis que Adif est la titulaire des installations ferroviaires.

## Desserte
| Provenance/Destination      | <                | Ligne              | >                    | Provenance/Destination                    |
| --------------------------- | ---------------- | ------------------ | -------------------- | ----------------------------------------- |
| >Mitjana Distància de Renfe |                  |                    |                      |                                           |
| Valence-Nord                | Alcalà de Xivert | L7                 | Vinaròs              | Tortosa Barcelone-França                  |
| Llarg Recorregut de Renfe   |                  |                    |                      |                                           |
| Barcelone-Sants             | Vinaròs          | Alaris             | Orpesa               | Valence-Nord Alicante-Terminal            |
| Barcelone-Sants             | Vinaròs          | Alaris             | Castelló de la Plana | Séville-Santa Justa Malaga-María Zambrano |
| Barcelone Sants             | Vinaròs          | Talgo Mare Nostrum | Benicàssim           | Cartagène                                 |
| Barcelone-Sants             | Vinaròs          | Talgo              | Orpesa               | Murcie                                    |
| Barcelone-Sants             | Vinaròs          | Talgo              | Benicàssim           | Lorca                                     |